# Iniettore split/splitless

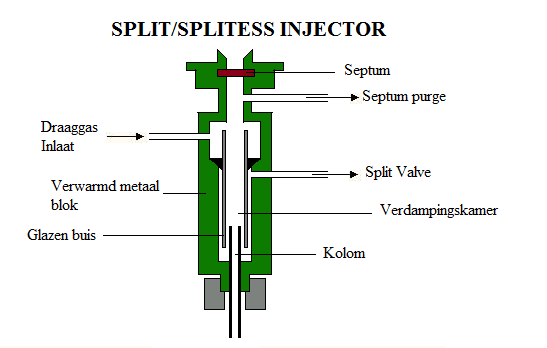
Schema di iniettore split/splitless

In gascromatografia un iniettore splitless è un tipo di iniettore, cioè la parte del gascromatografo deputata all'introduzione del campione nella colonna capillare.
Questo tipo di iniettore consente di utilizzare a scelta la modalità split o la modalità splitless, a discrezione dell'operatore.
In questo modo è possibile rendere più versatile il gascromatografo: si può usare la modalità split per campioni molto concentrati e splitless per l'analisi in tracce, si può scegliere quale utilizzare andando solo a modificare il montaggio di un inserto (liner in vetro).